# Рахимов, Яхья Абдуллаевич
Яхья Абдуллаевич Рахимов (15.09.1916, Ходжент — 09.1993, Душанбе) — таджикистанский учёный и государственный деятель, доктор медицинских наук (1967), профессор (1967), член-корреспондент Академии наук Таджикской ССР (1951).

## Биография
Сын ткача.
В 1931—1932 г.г. работал на строительстве железной дороги Вахша. С 1932 г. учащийся, затем секретарь комсомольской организации Фельдшерской школы Ходжента. С 1938 г. студент Медицинского института Ашхабада, на последнем курсе перевёлся в ТГМУ.
Окончил Таджикский государственный медицинский институт (1943, затем там же ассистент кафедры топографической анатомии) и аспирантуру Института нормальной морфологии, патологии АМН СССР (1946—1949). В 1949 году защитил диссертацию и первым из таджиков стал кандидатом медицинских наук.
В 1950—1972 гг. доцент, зав. кафедрой нормальной анатомии, в 1950—1957 гг. ректор ТГМИ им. Абуали ибн Сины.
В 1957—1963 гг. министр здравоохранения Таджикской ССР.
С 1971 г. научный консультант лаборатории высокогорных медико-биологических исследований.
Избирался депутатом Верховного Совета Таджикской ССР 3 и 4-го созывов.

## Научная деятельность
Научные интересы: анатомия, физиология, биохимия, морфология, деонтология.
Доктор медицинских наук (1967), профессор (1967), член-корреспондент Академии наук Таджикской ССР (1951 специальность — «анатомия человека»).

### Сочинения
- Очерки по функциональной анатомии / Я. А. Рахимов, М. К. Каримов, Л. Е. Этинген. — 2-е изд., перераб. и доп. — Душанбе : Дониш, 1987. — 297. — Б. ц.
- Грудной проток млекопитающих, Д., 1968;
- Морфология внутренних органов в условиях высокогорья, Д., 1968;
- Краткий конспект лекций по курсу нормальной анатомии, Д., 1969 (в соавторстве с Л. Е. Этинген);
- Морфология внутренних органов при некоторых экстремальных воздействиях, Д., 1970 (в соавторстве Л. Е. Этинген, В. Ш. Белкин и М. У. Усмонов);
- Строение тела человека, Д., 1972 (в соавторстве Л. Е. Этинген);
- Морфология внутренних органов при действии вибрации, Д., 1979 (в соавторстве М. Р. Сапин, В. Ш. Белкин, Л. Е. Этинген);
- Очерки по функциональной анатомии, Д., 1982 (в соавторстве М. К. Каримов и Л. Е. Этинген).

## Звания и награды
Лауреат Государственной премии Таджикской ССР им. Абуали ибн Сино (1987).
Заслуженный деятель науки Таджикской ССР (1957). Награждён орденами Ленина, Трудового Красного Знамени, «Знак Почёта».